# Fourgon pompe-tonne
Pour les articles homonymes, voir Tonne (homonymie) et FPT.
Le fourgon pompe-tonne (abrégé FPT), est le nom donné à un engin des sapeurs-pompiers français ayant pour principale vocation la lutte contre les incendies. Il s'agit un fourgon d'incendie doté à la fois d'une pompe et d'une tonne, c'est-à-dire d'une réserve d'eau. Il peut être de différents gabarits, comme le FPTL, avec L pour « léger ». Ils peuvent être assignés à des fonctions supplémentaires comme le secours routier, les lettres « SR » viennent alors s'ajouter pour donner FPTSR.
Son équivalent dans les autres pays est, entre autres, le Tanklöschfahrzeug (TLF) en Allemagne, l'autopompe multi-fonctionnelle (APMF) en Belgique, l'Engine aux États-Unis ou encore la Tonne-pompe en Suisse.

## Description

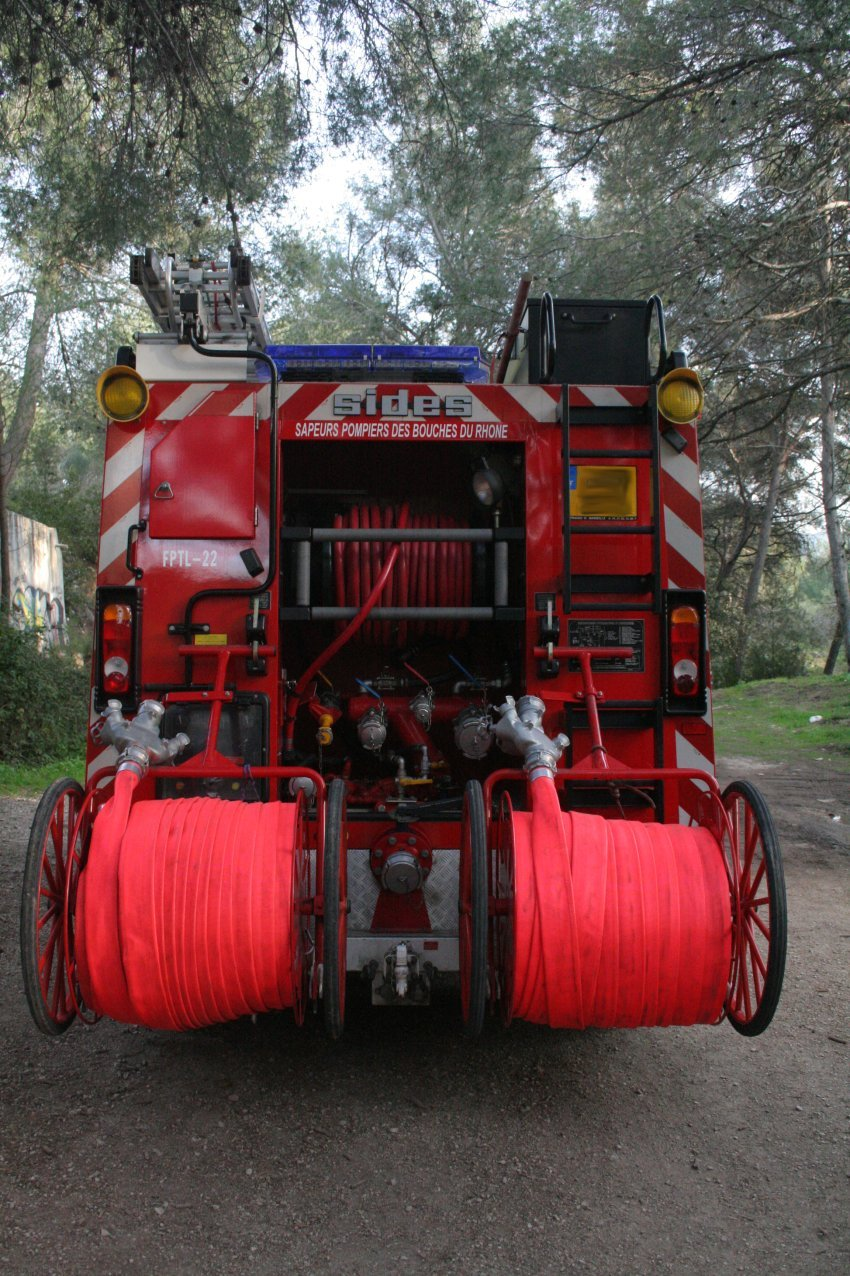
Vue de l'arrière d'un « FPTL » du SDIS 13 (Bouches-du-Rhône) avec les deux dévidoirs et la « LDT ».

Le FPT dispose d'une pompe d'un débit de 1 000 à plus de 3 000 L/min entraînée par le moteur de l’engin grâce à un embrayage et une citerne (la tonne) de 1 000 à 6 000 L d’eau. Il peut également comporter une citerne d'émulseur (jusqu'à 500 L) permettant de produire de la mousse.
Dans sa cabine, qui peut accueillir jusqu'à huit sapeurs-pompiers, sont arrimés sur les sièges les appareils respiratoires isolants (ARI), prêts à être endossées pendant le trajet.
Dans ses coffres latéraux est rangé un lot important de matériel ; principalement du matériel de lutte contre l'incendie (lances, tuyaux, raccords et divisions, émulseur, extincteurs, kit feu de cheminée, feu d'origine électrique), de ventilation opérationnelle et de sauvetage.
À l’arrière se trouvent souvent deux dévidoirs mobiles armés chacun de 200 m de tuyaux de 70mm. On trouve aussi une lance du dévidoir tournant (appelée « LDT » ou « pissette » dans le jargon des pompiers) alimentée directement par la réserve d'eau, armée de quatre tuyaux semi-rigides de 20 m (deux tuyaux depuis 2009 à la suite de la note d'information opérationnelle no 09-528 de la DSC) plus une longueur supplémentaire de 2 m. Le FPT est le principal camion utilisé pour la lutte contre l'incendie. Il peut opérer seul sur des feux d'une certaine importance, puisqu'il peut en plus, mettre en batterie et alimenter trois grosses lances jusqu'à 400 m, branchées sur un point d'eau, une borne d'incendie ou un pompage dans un cours d'eau, réservoir isolé, piscine, etc.

### Typologie
Il existe en France des versions plus petites des FPT, appelées fourgons pompe-tonne légers (FPTL) ; un FPTL est armé par quatre à six personnes.
- Il existe également une variante tout-terrain du FPT. Il s'agit en fait d'un FPT monté sur un châssis surélevé avec une transmission 4×4. Ce type de véhicule peut ainsi emprunter des routes escarpées et est notamment employé pour les feux de forêt. On l'appelle le FPTHR (fourgon pompe-tonne hors route).
- En 2006, la BSPP s'est de nouveau dotée de FPT construits sur une base de camions Mercedes-Benz Atego dotés d'une citerne de 3 200 L.
- En 2011, ils ont été rejoints par une deuxième génération construits quant à eux sur une base de Renault Midlum 270 et dotés d'une citerne de 3 300 L. En outre, elle possédait encore en juillet 2012 plusieurs fourgons d'appui, désignés FA, construits sur une base de camions Renault gamme G. Ils étaient principalement utilisés comme engins de réserve.

Certains départements français ont choisi de se doter de FPTSR qui sont des FPT qui emportent tout le matériel de secours routier. Enfin, de nouvelles versions « tunnelisées » (FPT-TU et FPTSR-TU) ont fait leur apparition à la suite des drames des tunnels du Mont-Blanc et du Fréjus. Ces FPT « tunnelisés » sont équipés de système de conduite infrarouge permettant de progresser dans des atmosphères enfumées et sont également équipés d'un système d'autoprotection.
Il existe également quelques rares FPTSR-RR rail/route équipés d'un bogie escamotable leur permettant d'évoluer sur les rails de voies ferrées ; dont un en service aux Neyrolles pour la ligne du Haut-Bugey, entièrement rénovée pour le passage des TGV pour Genève, et qui comporte des tunnels dont l'accès routier est quasiment impossible.

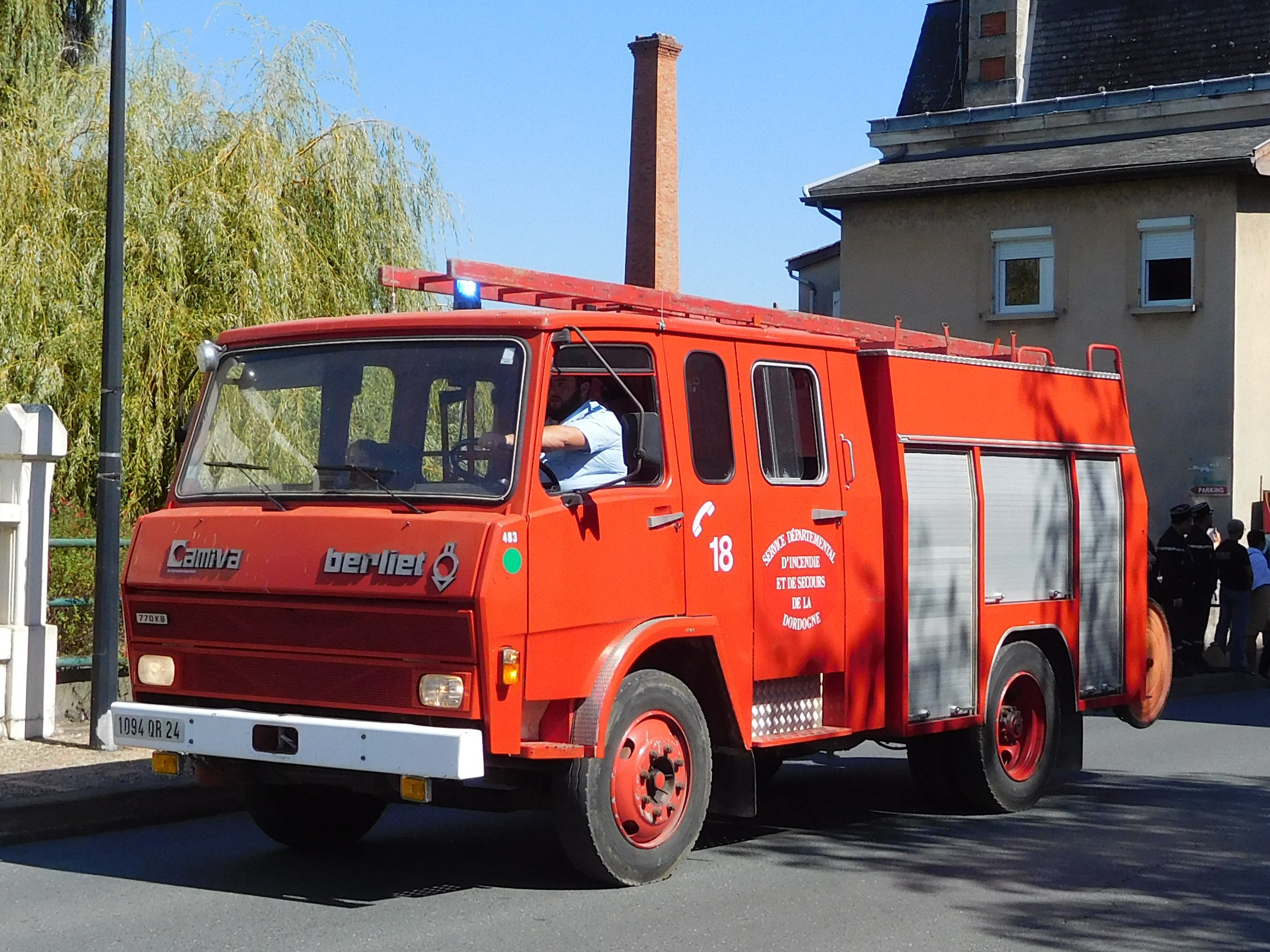
Un Berliet 770 KB 6 du SDIS 24 (Dordogne).
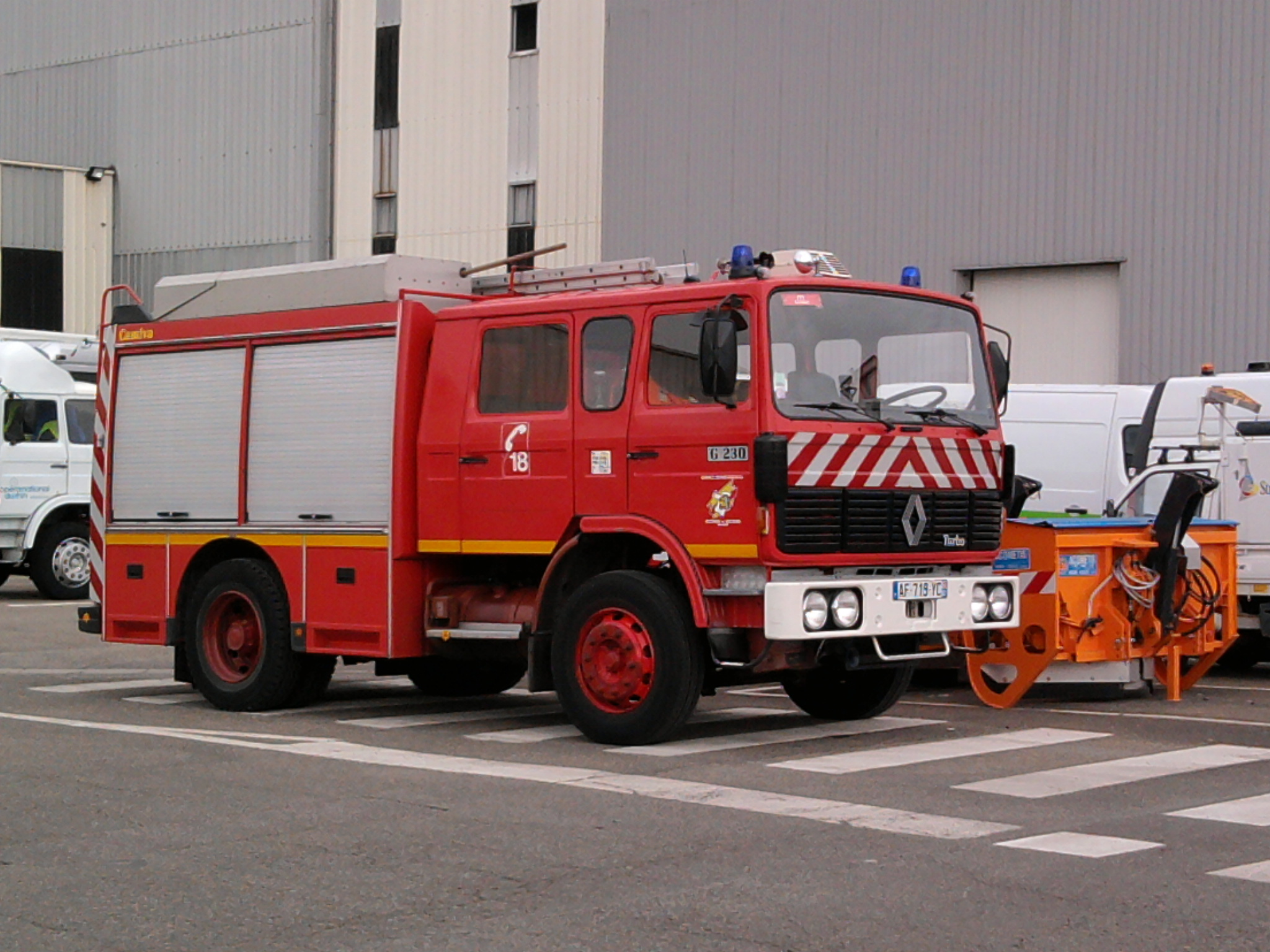
Un Renaut G230 du SDIS 67 (Bas-Rhin).
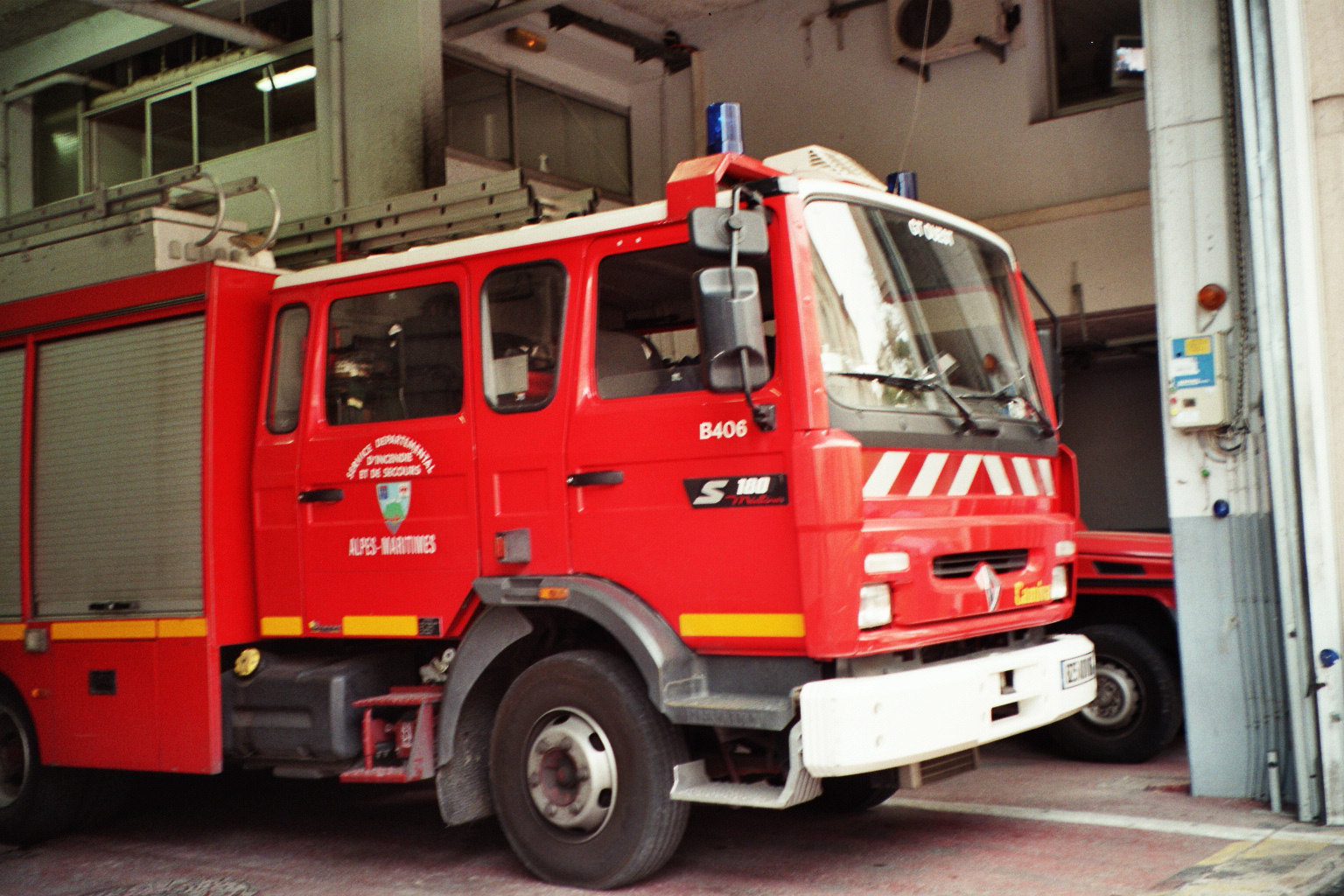
Fourgon-pompe-tonne Renault Midliner du centre de secours de Cannes (SDIS 06).
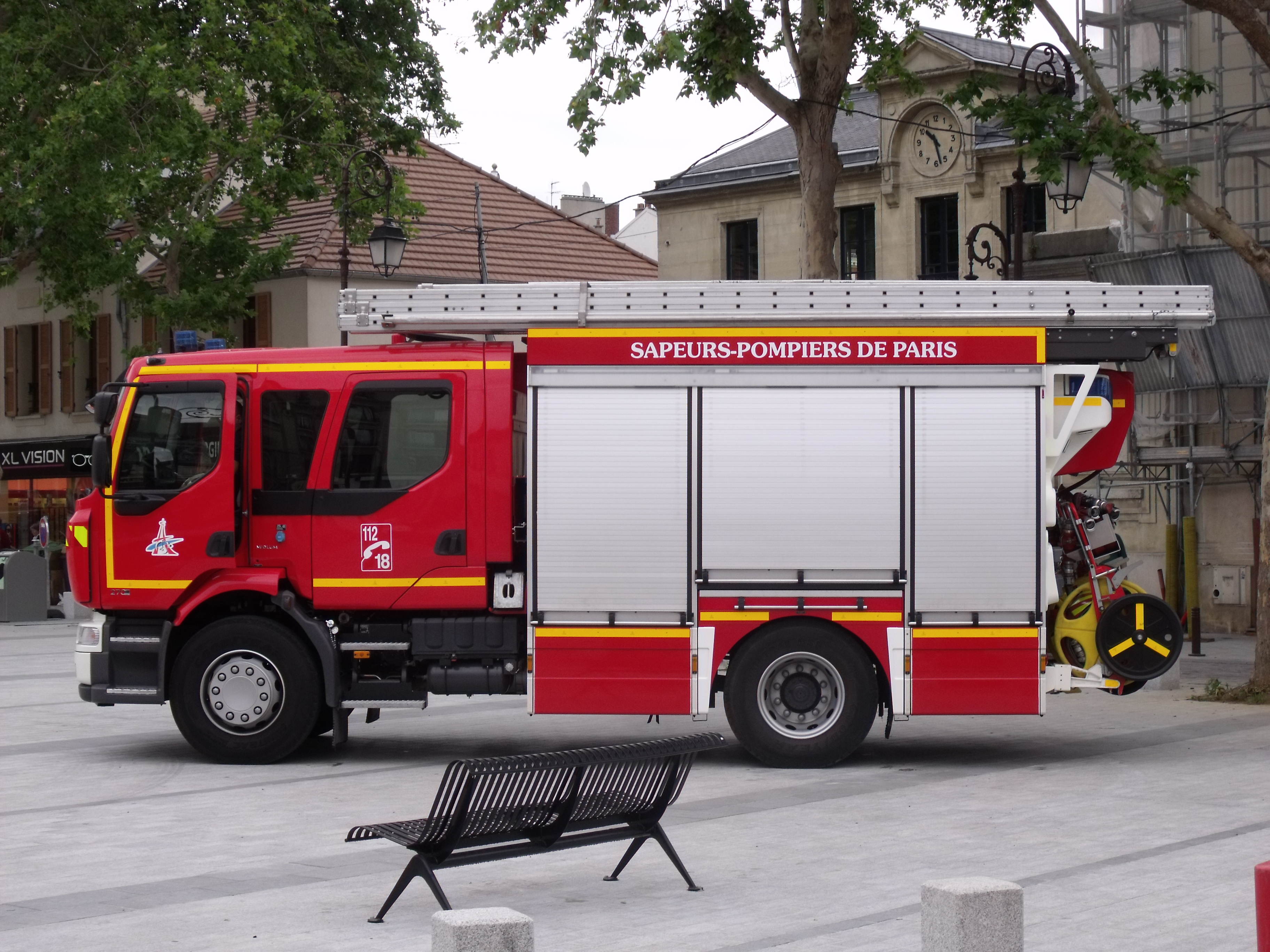
FPT de la Brigade de sapeurs-pompiers de Paris.

### Normes françaises
- NFS 61 515 : fourgon pompe-tonne
- NFS 61 525 : fourgon pompe-tonne léger